# Amtsgericht Schöneck (Sachsen)
Das Amtsgericht Schöneck war von 1914 bis 1943 ein Gericht der ordentlichen Gerichtsbarkeit und eines von dann 13 Amtsgerichten im Sprengel des Landgerichtes Plauen mit Sitz in Schöneck/Vogtl.

## Geschichte

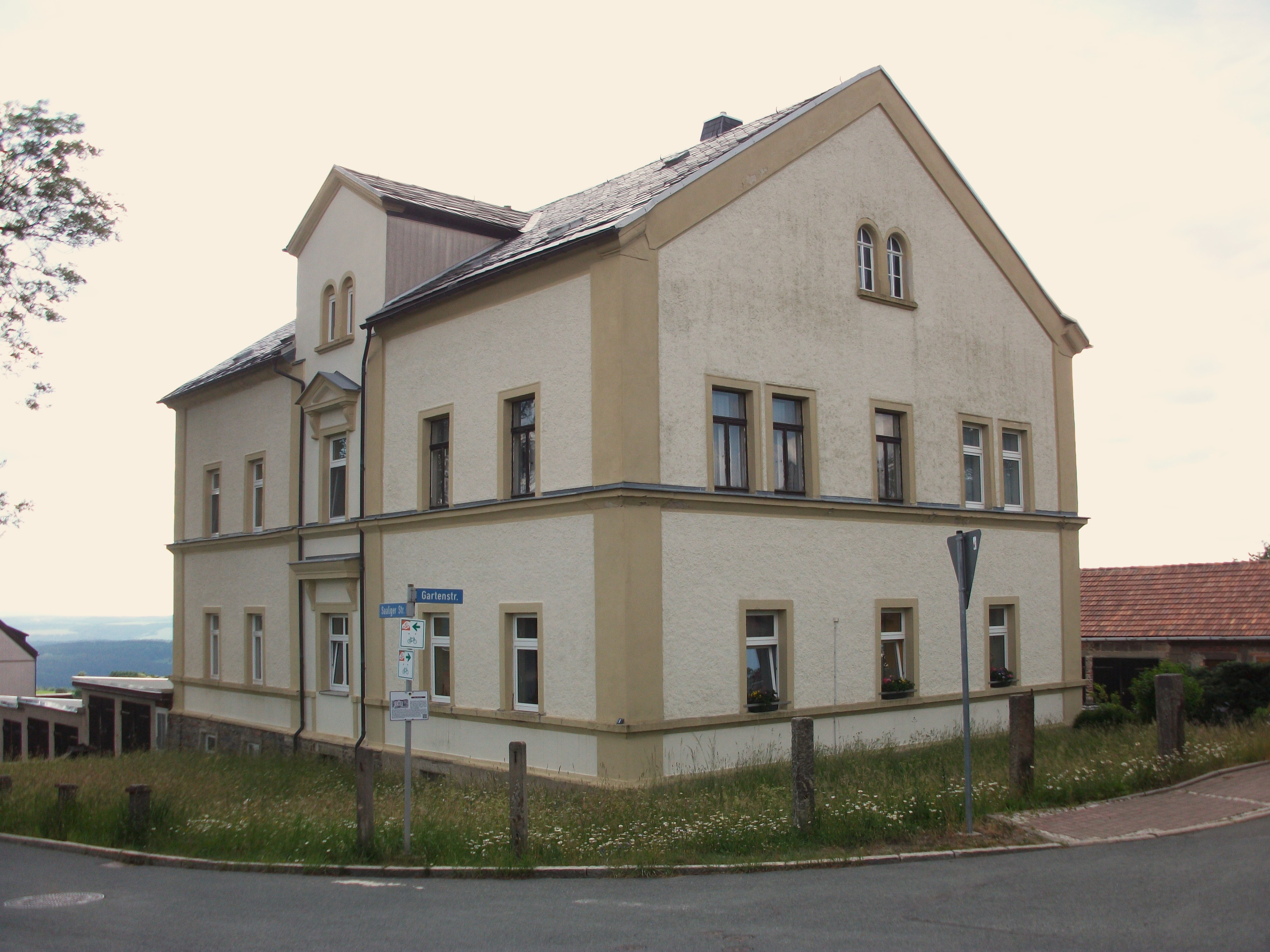
Amtsgericht Schöneck/Vogtl.

Von 1856 bis 1874 bestand in Schöneck das Gerichtsamt Schöneck als erstinstanzliches Gericht. 1874 wurde das Gerichtsamt Schöneck aufgehoben und sein Sprengel dem Gerichtsamt Oelsnitz zugeordnet.
Das Gerichtsamt Oelsnitz wurde 1879 auf Grund des Gesetzes über die Bestimmungen zur Ausführung des Gerichtsverfassungsgesetzes im Deutschen Reich vom 27. Januar 1877 und des Gesetzes über die Zuständigkeit der Gerichte in Sachen der nichtstreitigen Gerichtsbarkeit vom 1. März 1879 durch das neu gegründete Amtsgericht Oelsnitz abgelöst. Ein Amtsgericht Schöneck wurde 1879 nicht gebildet. Mit Wirkung vom 1. April 1914 wurde ein Amtsgericht Schöneck neu eingerichtet und dem Landgericht Plauen zugeordnet. Dieses Amtsgericht wurde 1943 endgültig aufgehoben und sein Sprengel wieder dem Amtsgericht Oelsnitz zugeordnet.

## Schriftliche Überlieferung
Die Archivalien des Gerichtsamts Borna werden als Bestand 30135 Amtsgericht Schöneck heute im Sächsischen Staatsarchiv – Staatsarchiv Leipzig verwaltet. Dieser Bestand umfasst 2,43 laufende Meter Archivgut.

## Richter
Leiter des Gerichts mit dem Titel Amtsgerichtsrat waren:
- 1921–1925: Dénervaud
- 1927: Morgner
- 1934: Reuschle

## Einzelnachweis
1. ↑  Bestand 30135 Amtsgericht Schöneck im Staatsarchiv Leipzig